# Nina Hartley
Nina Hartley (narozená jako Marie Louise Hartman; 11. března 1959) je americká pornoherečka, režisérka a spisovatelka.

## V mládí
Marie Louise Hartmanová se narodila v Berkeley v Kalifornii luteránskému otci a židovské matce (narozena 1926) z Alabamy. Vyrůstala v Sanfranciské zátoce. Je nejmladší ze čtyř dětí, má starší sestru a dva starší bratry. Absolvovala střední školu v Berkeley roku 1977, poté navštěvovala vysokou zdravotnickou školu San Francisco State University, kde absolvovala s vyznamenáním roku 1985. Poté byla registrovaná zdravotní sestra v kalifornské radě registrovaného ošetřovatelství, až do 30. dubna 2001 kdy jí vypršela licence.

## Kariéra
Roku 1982 v druhém ročníku zdravotnické školy začala pracovat jako striptérka v Mitchell Brothers O'Farrell Theatre. Do světa pornografických filmů vstoupila roku 1984 výkonem v debutovém filmu Educating Nina.
V rozhovoru řekla, že své jméno "Nina" si vybrala, protože to bylo snadné pro japonské turisty v době, kdy byla tanečnicí v San Francisku. Příjmení "Hartley" si vybrala, protože bylo blízko jejímu skutečnému příjmení a taky že chtěla jméno znějící jako jméno skutečné osoby. Dále uvedla, že když se dostala do obchodu pro dospělé, byla obdařena dvěma populárníma fetiš tématy: "velké, dětské modré oči." A že se její kulatý zadek stal vlastní ochrannou známkou.
V roce 2010 zavtipkovala: "Teď pracuju s ženami, které jsou mladší než moje prsní implantáty."
V roce 2014 Hartley stále zůstává aktivní v porno průmyslu a objevuje se v první řadě ve filmech s tematikou "zralé". Má také řadu instruktážních videí, které jsou uváděny na trh pod názvem "Nina Hartley's Guide" (příručka Niny Hartley) zahrnující témata od základního pohlavního styku a předehry až po anální sex a otroctví. V roce 2006 publikovala první knihu "Nina Hartley's Guide to Total Sex" (Totální průvodce sexu).
Díky více než 650 prémiových filmů pro dospělé se stala jedním z nejdéle hrajících interpretů v porno průmyslu. Získala nejvíce ocenění AVN ze všech hvězd v historii a jako první hvězda byla zařazena díky části v Boogie Nighst do kategorie "reálné herectví".
Její nejslavnější citát: “Sex isn't something men do to you. It isn't something men get out of you. Sex is something you dive into with gusto and like it every bit as much as he does.”

## Osobní život
Nina je ve svém soukromém životě otevřeně bisexuálně orientovaná. Popsala sebe jako ateistku, ale když byla dotázána v rozhovoru s The Young Turks na tuto otázku, opravila se na neopohanství s náznakem buddhismu.
Podruhé se provdala za Ira Levine (alias Ernesta Greena), režiséra pornofilmů, zejména v kategorii BDSM. Někdy pracují společně stejně jako ve filmu The Ultimate Guide to Anal Sex for Women v režii s Tristanem Taorminem a Greenem. Nina nemá děti.

## Uznání

### AVN Ocenění
Nina Hartley získávala řadu ocenění během celé kariéry. Seznam ocenění jejích filmů pro dospělé:
- Best Non-Sex Performance for Not Bewitched XXX (2009)
- Best Specialty Tape – BDSM for Nina Hartley's Private Sessions 13 (2005)
- Best Specialty Tape – Spanking for Nina Hartley's Guide To Spanking (2005)
- Best Supporting Actress – Video for The Last X-Rated Movie (1991)
- Best Couples Sex Scene – Film for Amanda By Night II (1987)
- Best Couples Sex Scene – Video for Sensual Escape (1989)
- Best Supporting Actress – Film for Portrait of an Affair (1989)
- Best Actress – Video for Debbie Duz Dishes (1987)

### Další ocenění a nominace
- 1994 Legends of Erotica Hall of Fame
- 2006 Ninfa Public – Lifetime Career Award
- 2013 XBIZ Award nomination – MILF Performer of the Year and Best Non-Sex Acting Performance (The Truth About O)